# Lycoperdon perlatum
Lycoperdon perlatum (Christian Hendrik Persoon, 1796), sin. Lycoperdon gemmatum (August Batsch, 1783), din încrengătura Basidiomycota în familia Agaricaceae și de genul Lycoperdon, este o specie saprofită și, atât timp cât este tânără, comestibilă, denumită în popor cașul ciorii. Buretele se dezvoltă în România, Basarabia și Bucovina de Nord foarte rar solitar, de obicei în grupuri adesea foarte mari, în special asociat pădurilor de foioase și de conifere, dar de asemenea prin lande și câmpii. Perioada favorită de dezvoltare o are din iunie până în noiembrie.

## Descriere

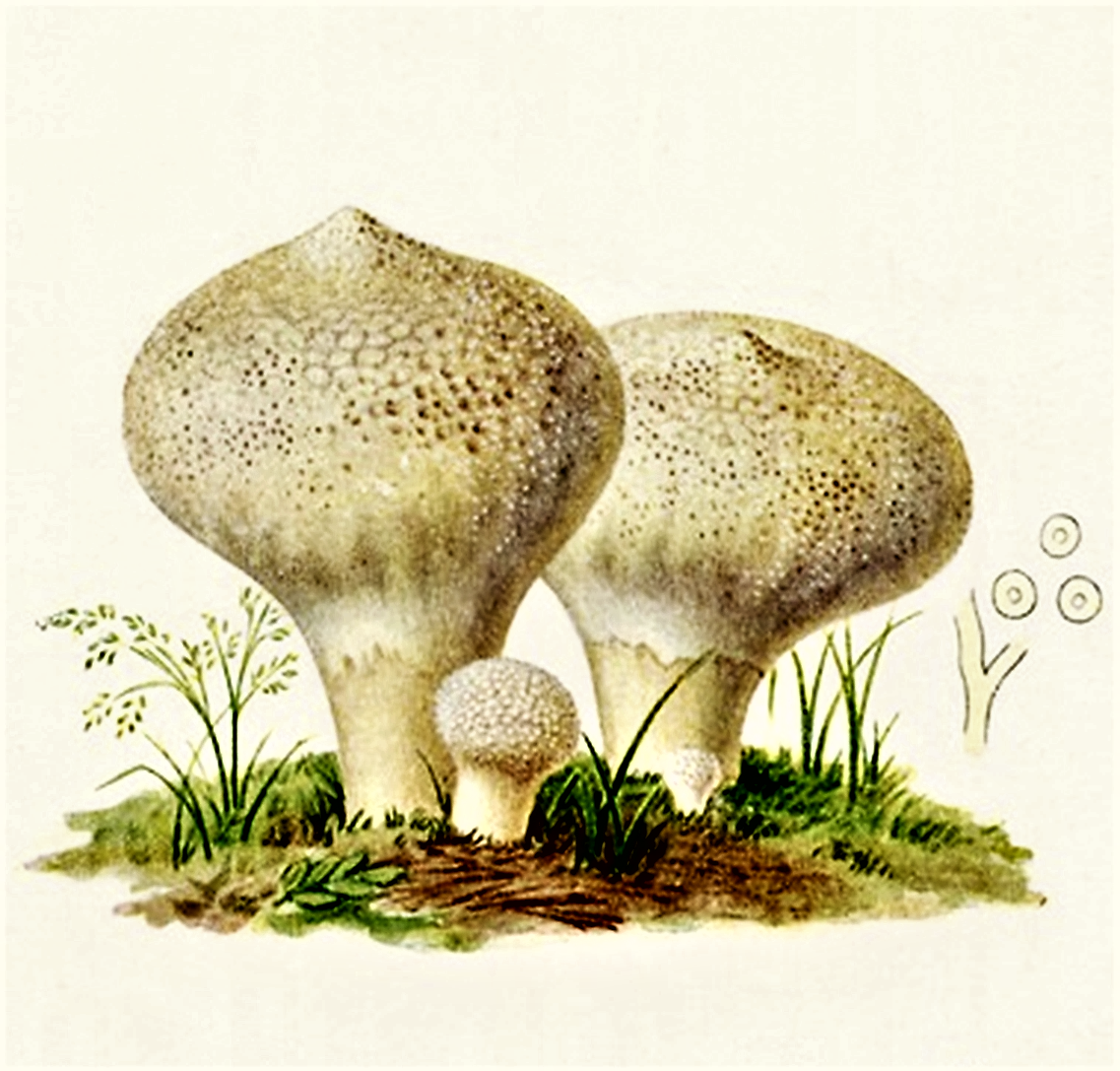
Bres.: Lycoperdon gemmatum

- Corpul fructifer: are o grosime 3-5 (8) cm cu o înălțime maximă de 10 cm, având un aspect de măciucă, pară sau sticlă cu susul în jos. Peridia (înveliș gros al corpului de fructificație la unele ciuperci)[5] este destul de groasă (2-3 mm), pieloasă și fibroasă, purtând pe suprafața ei solzi piramidali, bine reliefați, aspri și distribuiți neregulat care dispar cu timpul. Rămâne un desen reticular. Coloritul este pe exterior inițial alb care schimbă cu avansarea la maturitate de la gălbui, peste gri-brun-gălbui la brun-negricios, cuticula devenind din ce în ce mai pergamentoasă. Interiorul este la început de asemenea alb, apoi brun-gălbui până brun-măsliniu, gleba uscând cu timpul, devenind praf (= sporii). În cele din urmă, corpul fructifer capătă o gaură rotunjoară pe vârf, încât sporii maturi au posibilitatea de a scăpa în aer liber. Astfel pot fi răspândiți de vânt.
- Piciorul:  nu are picior adevărat. Prelungirea cilindrică face parte din corpul fructifer. Cordoane albe ale miceliului fixez ciuperca în pământ.
- Carnea (gleba): este la exemplarele tinere fermă, compactă și albă. Gleba se decolorează însă repede, începând în centru, devenind din ce în ce mai brună-măslinie și pulverulentă. Mirosul este foarte plăcut de ciuperci, gustul exemplarelor tinere savuros.
- Caracteristici microscopice: are spori rotunjori, fin verucoși și, cu o mărime de 3,5-4 microni, destul de mici. Pulberea lor este brun-măslinie.[3][4]

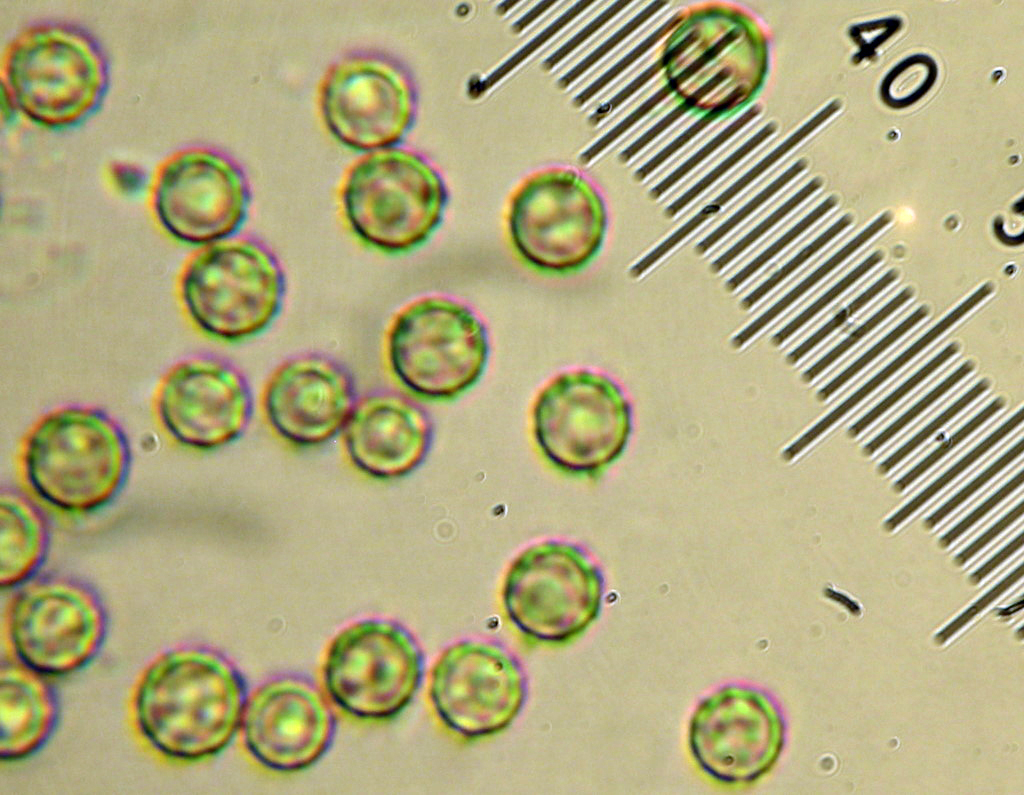
L. perlatum, spori
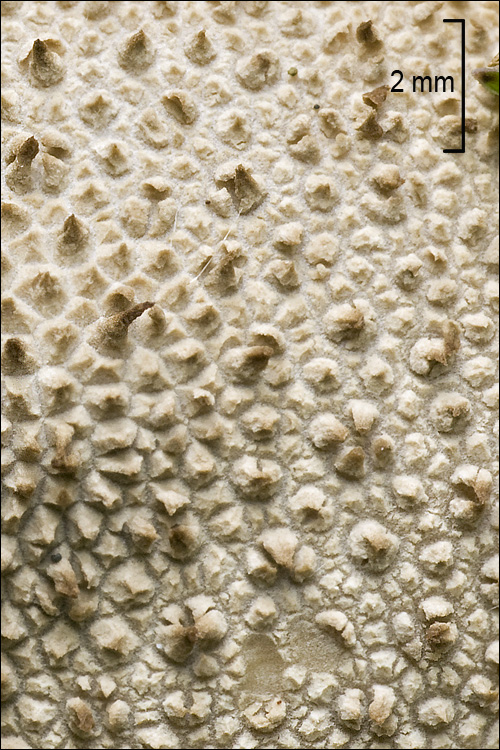
Lycoperdon perlatum, suprafață
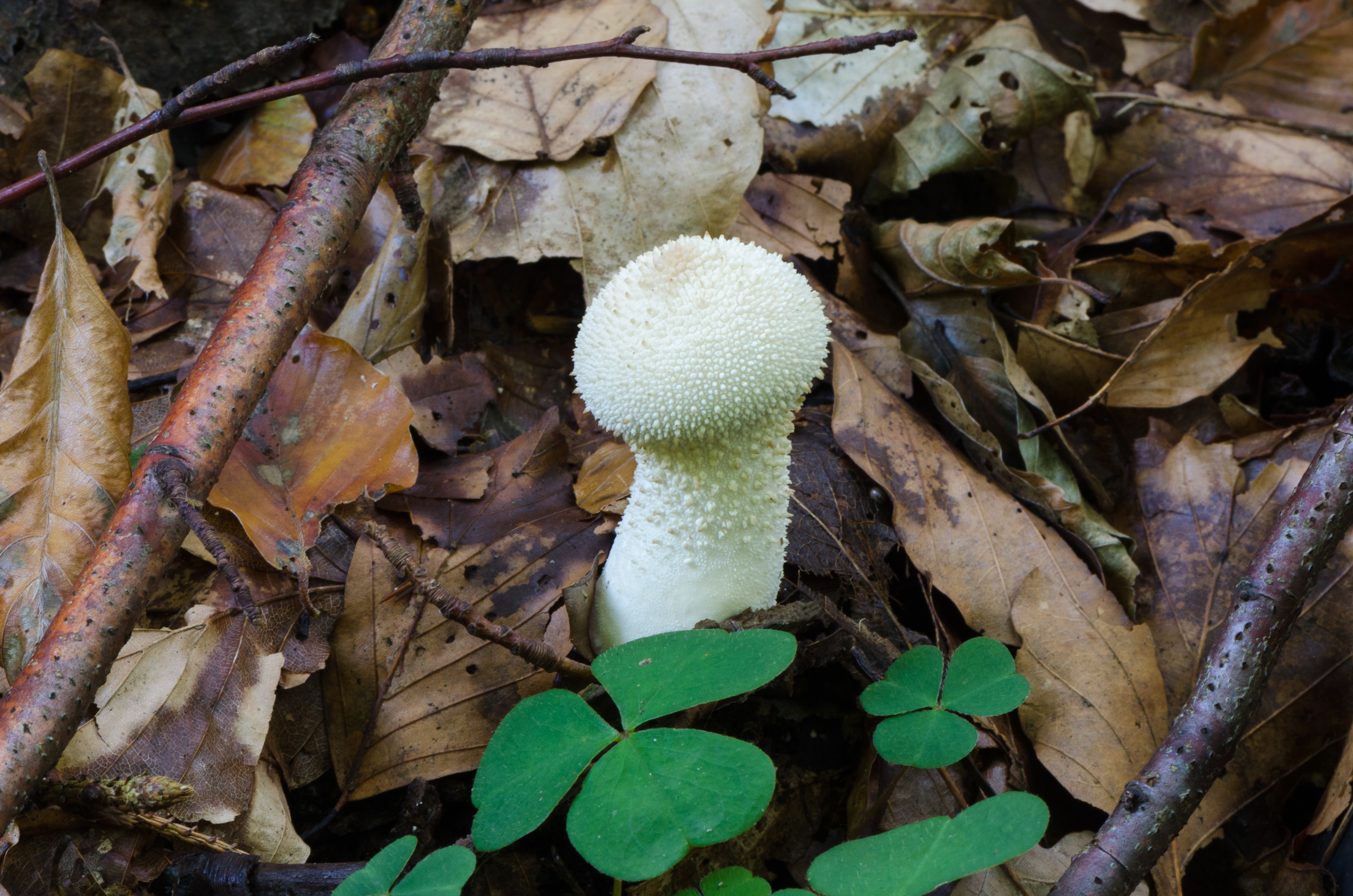
L. perlatum tânăr
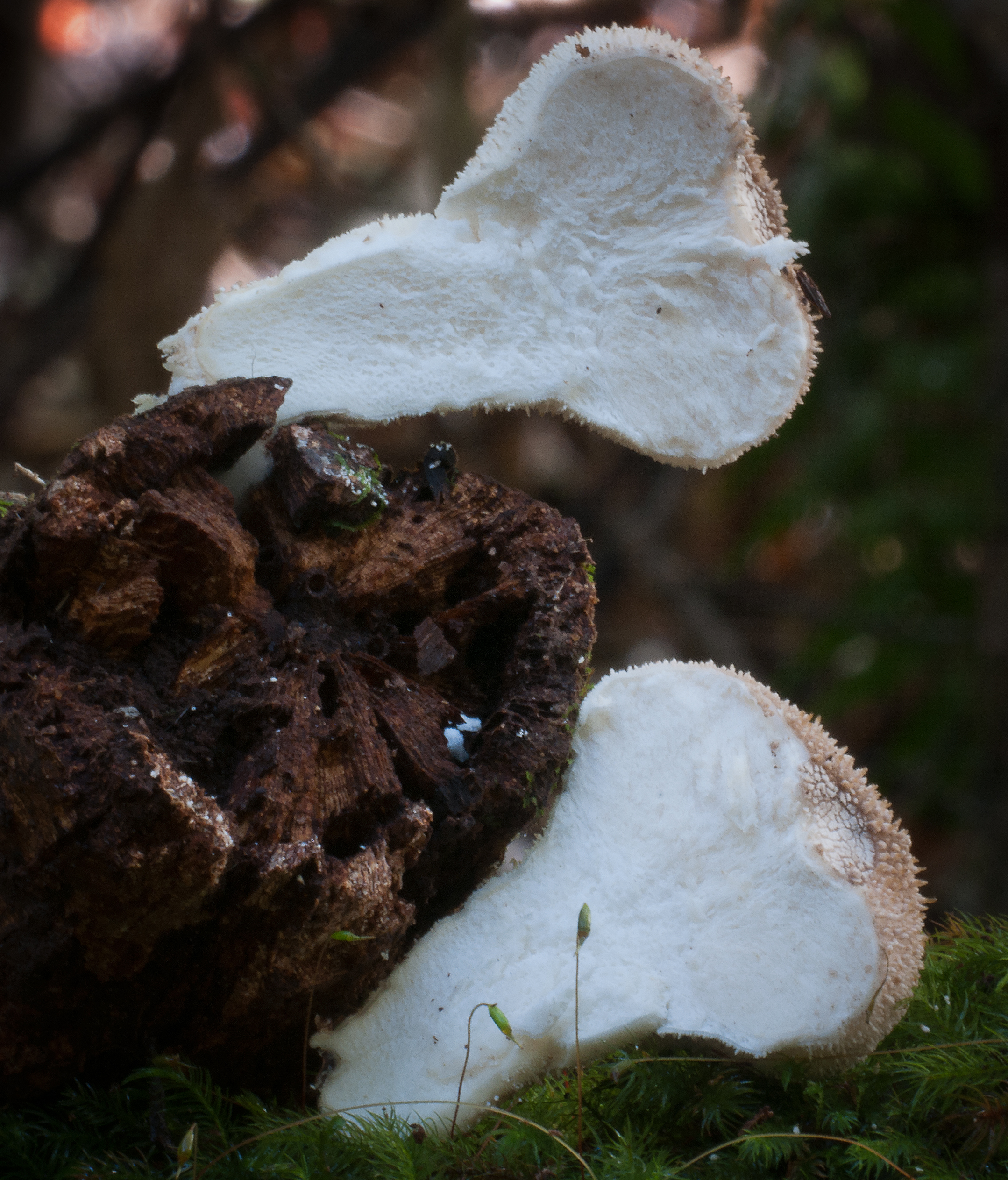
L. perlatum tânăr, secțiune longitudinală
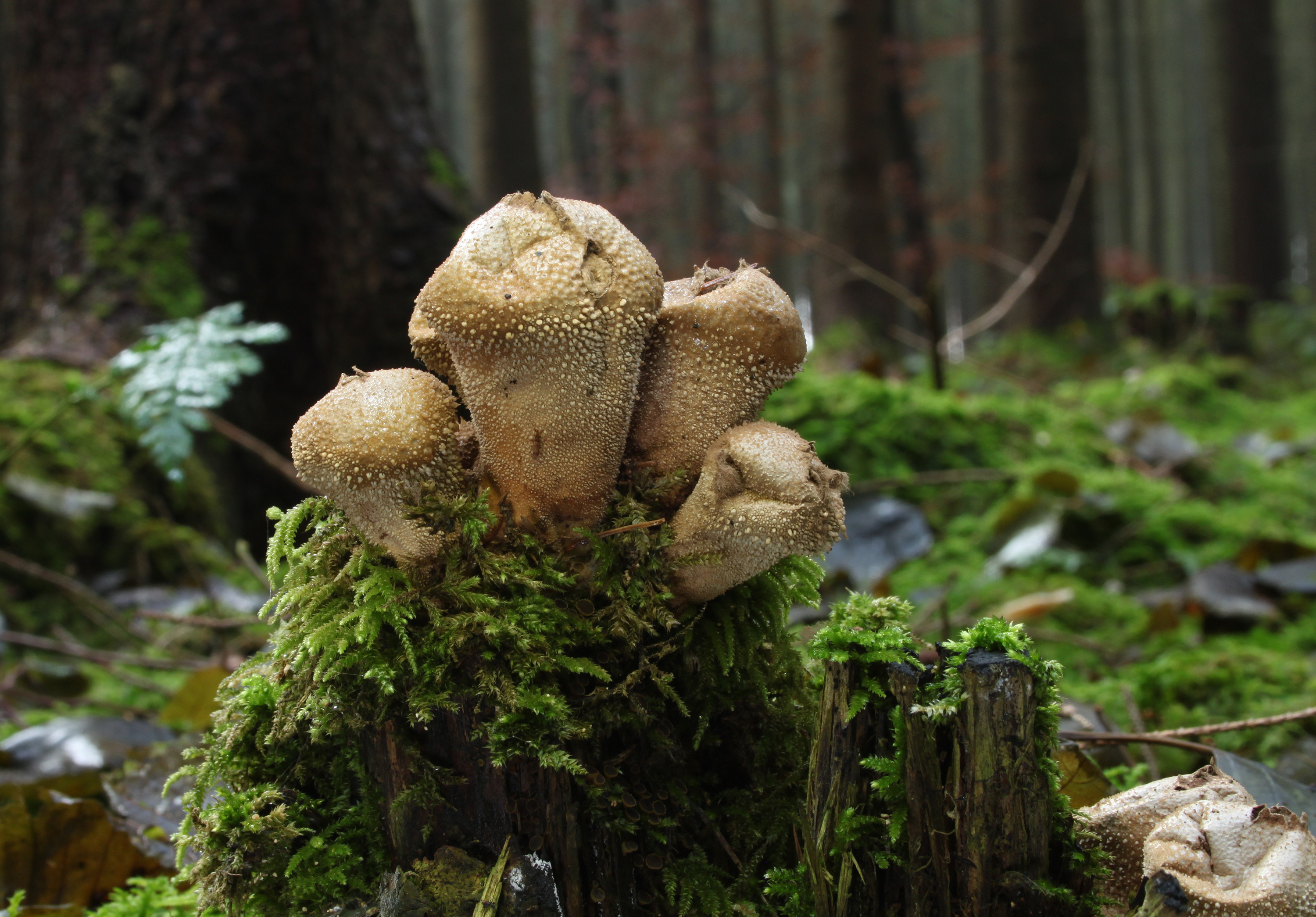
L. perlatum bătrâni
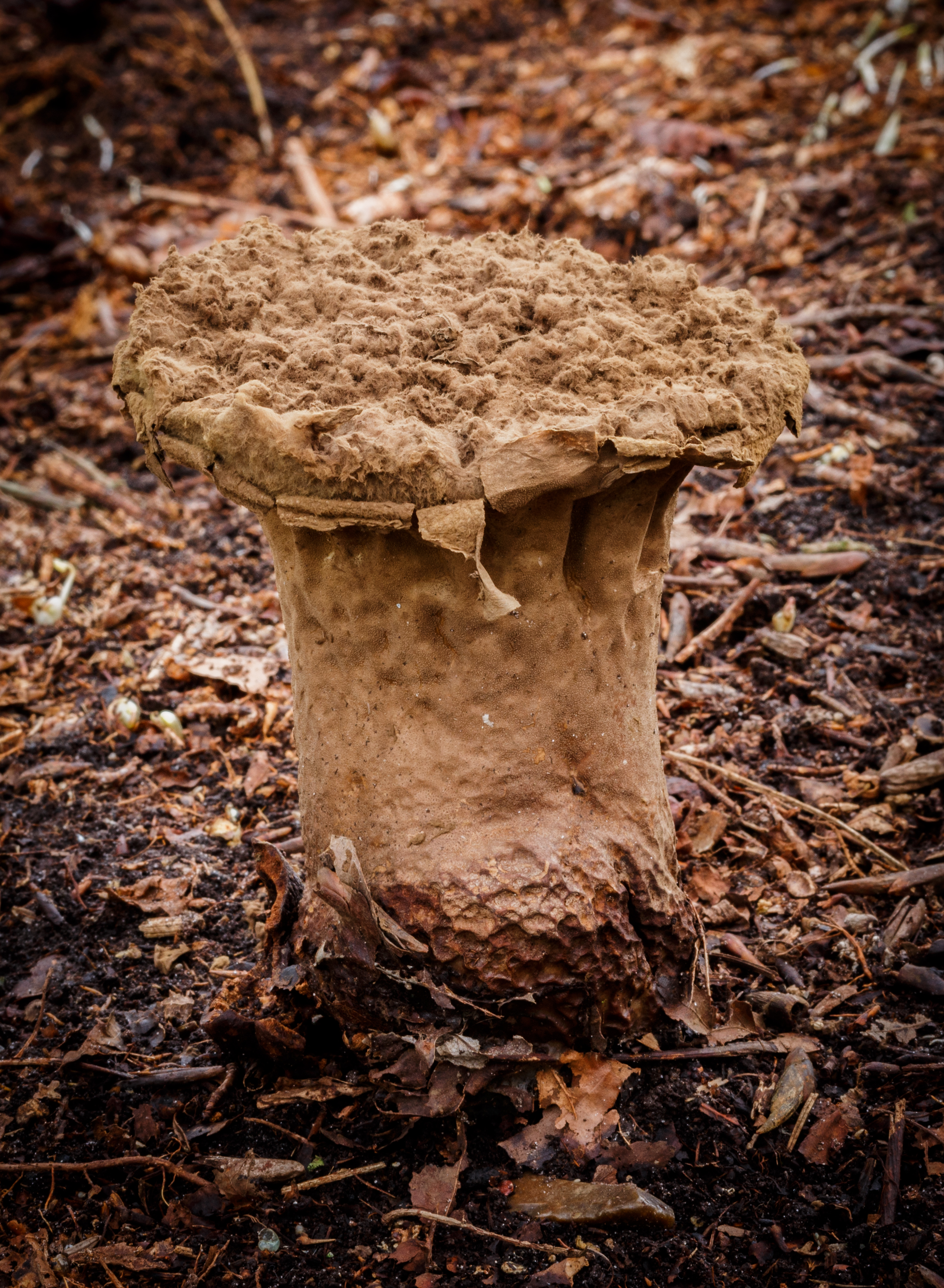
L. perlatum bătrân, interior

## Confuzii
Cașul ciorii poate fi confundat cu alte soiuri ale genului sau celor strâns înrudite, cu toate comestibile, cum sunt Bovista aestivalis sin. Lycoperdon ericetorum, Bovista plumbea, Lycoperdon candidum sin.  pedicellatum, Lycoperdon echinatum, Lycoperdon ericaeum, Lycoperdon excipuliforme, Lycoperdon marginatum (se spune că ar conține substanțe psiho-active), Lycoperdon molle, Lycoperdon nigrescens sin. foetidum, Lycoperdon pedicellatum, Lycoperdon pratense sin. 
Vascellum pratense, Lycoperdon pyriforme, Lycoperdon utriforme, Lycoperdon umbrinum, sau Calvatia cretacaea, dar, de asemenea, cu forme deschise ale otrăvitorului Scleroderma citrinum sin. vulgare.

## Specii asemănătoare în imagini

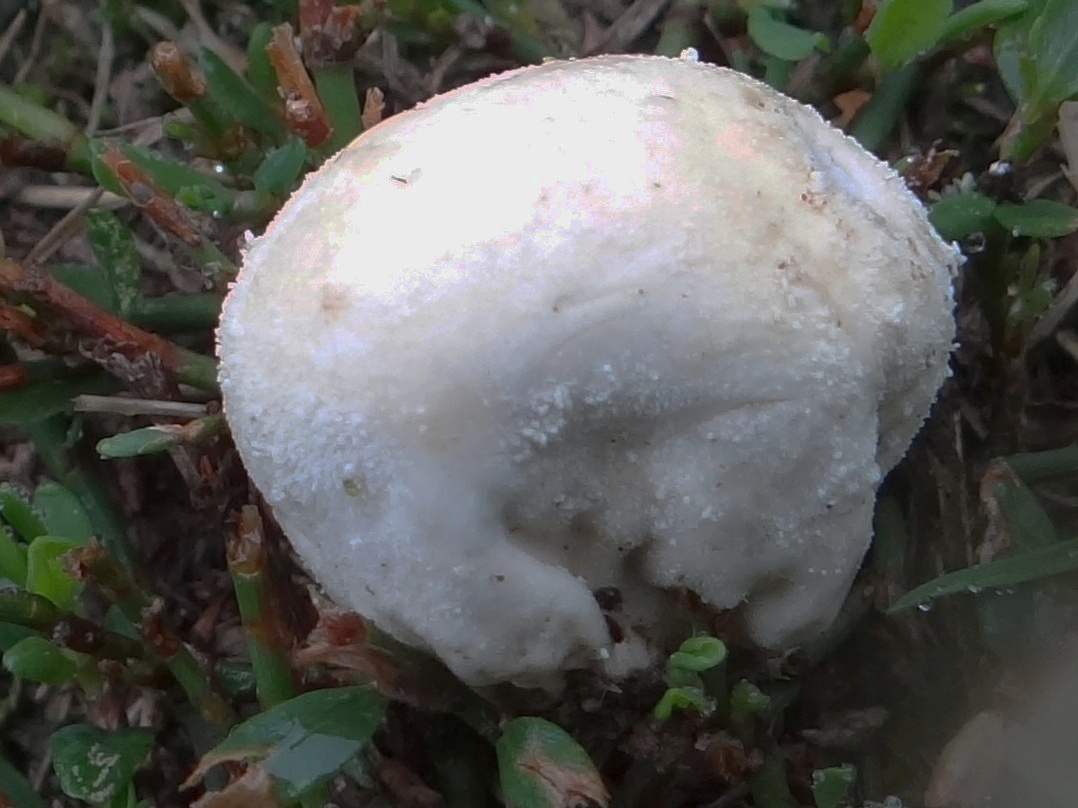
Bovista aestivalis
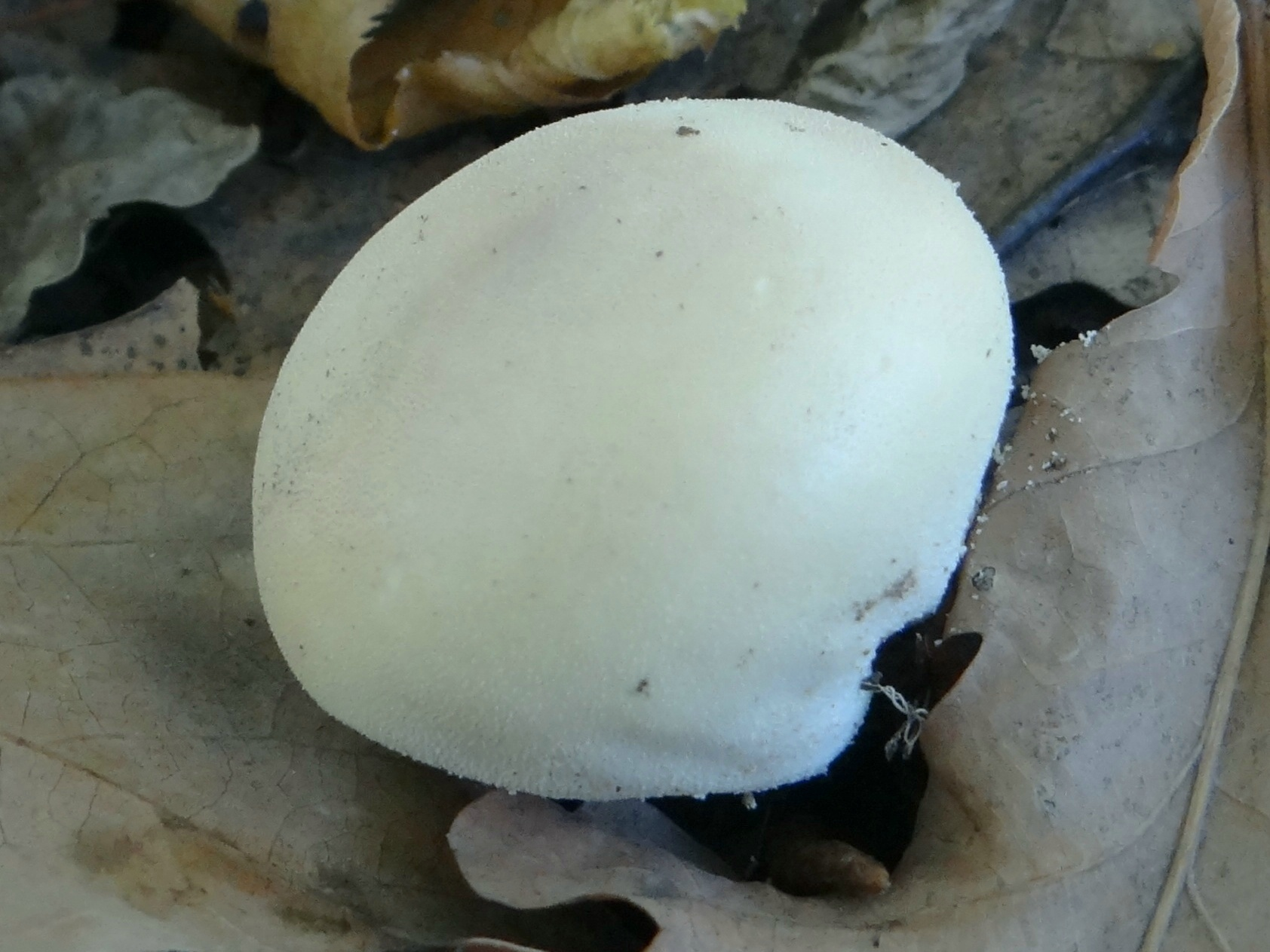
Bovista plumbea
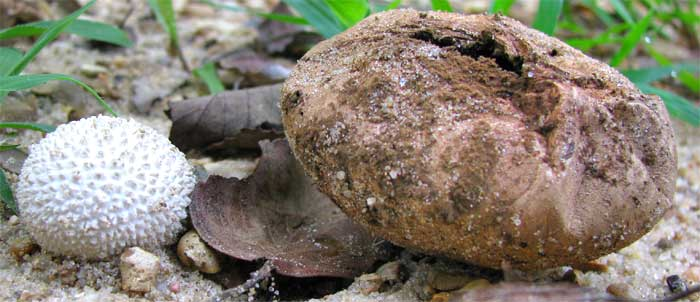
Lycoperdon candidum
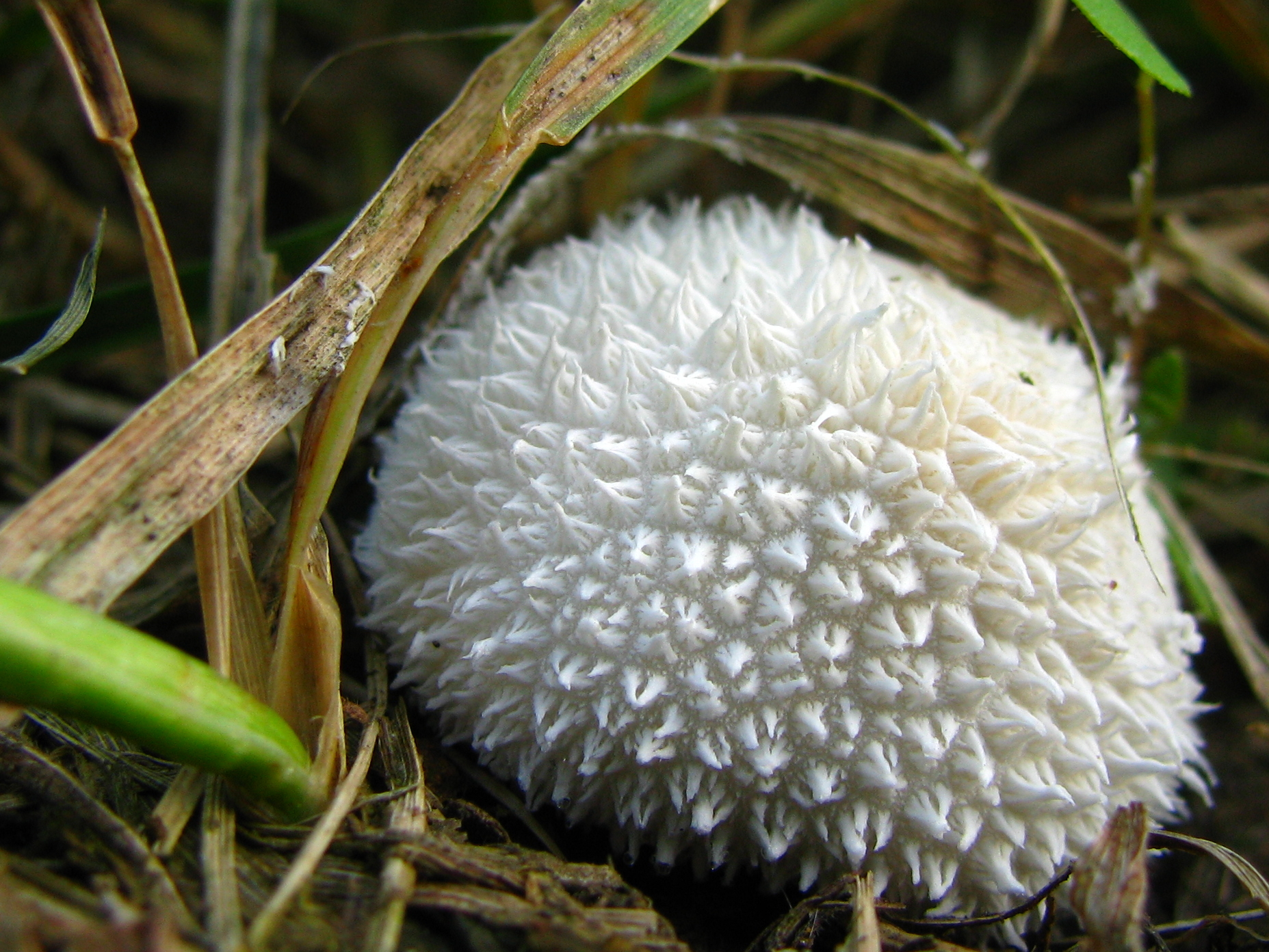
Lycoperdon echinatum
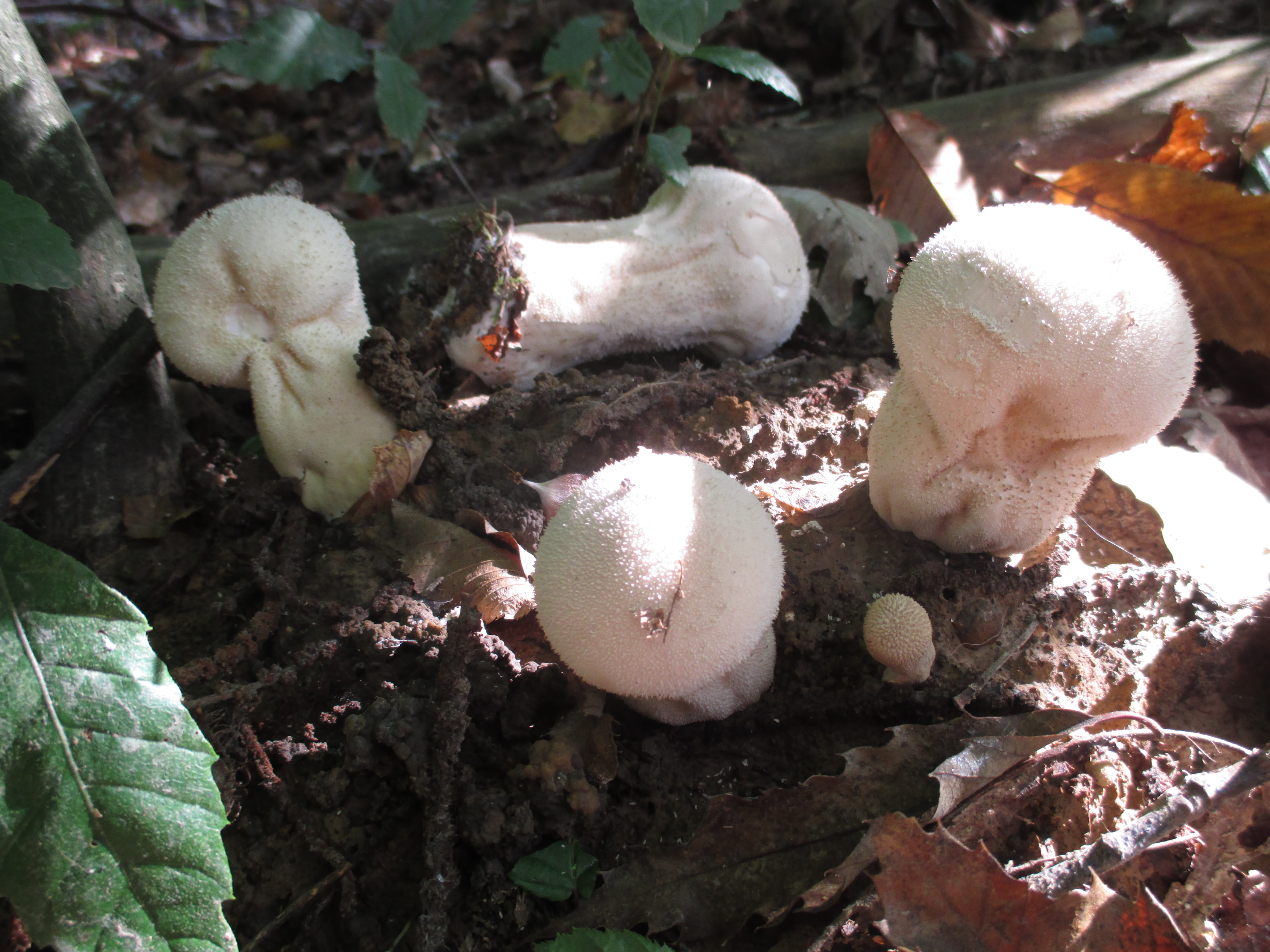
Lycoperdon excipuliforme
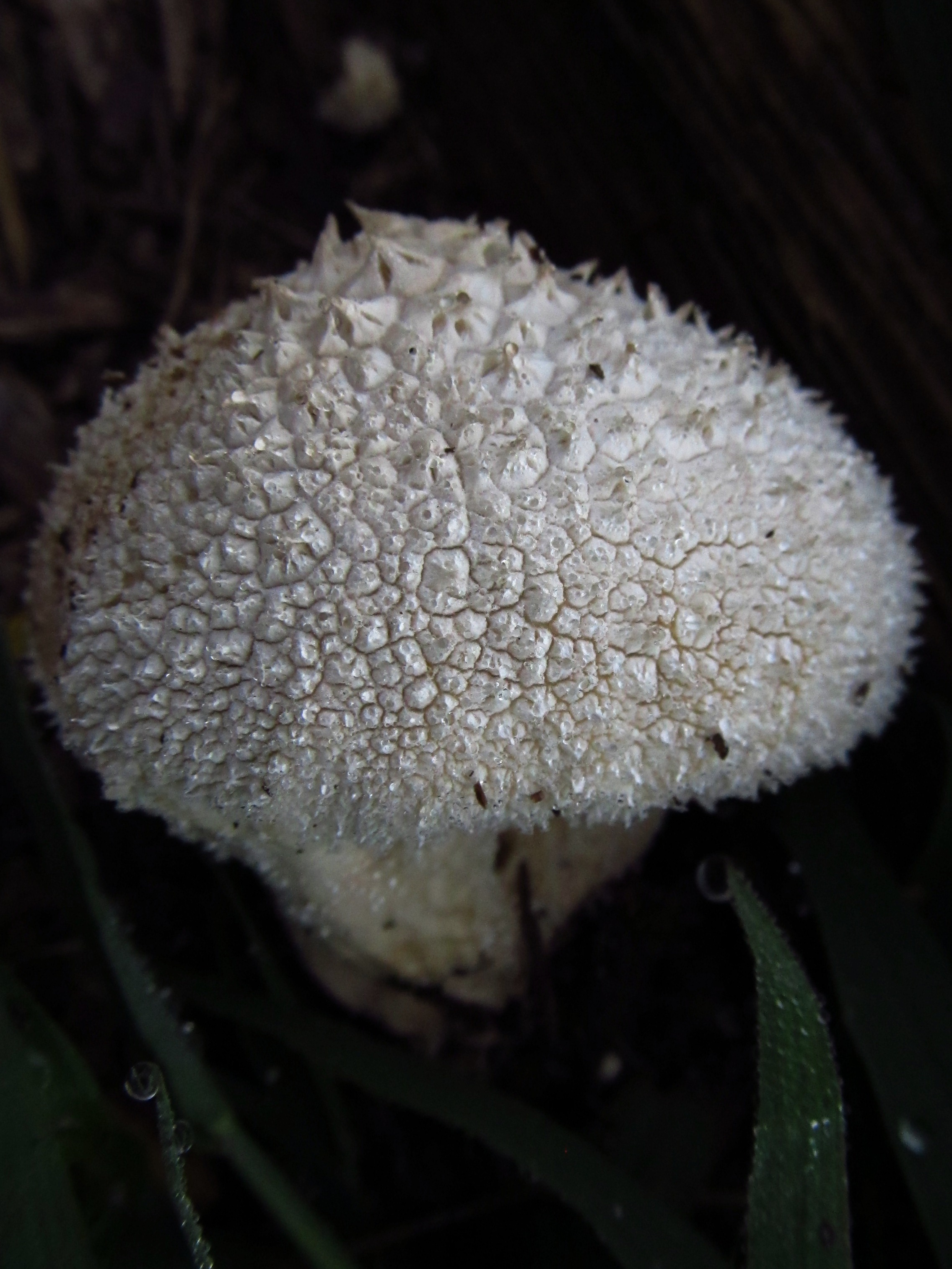
Lycoperdon marginatum

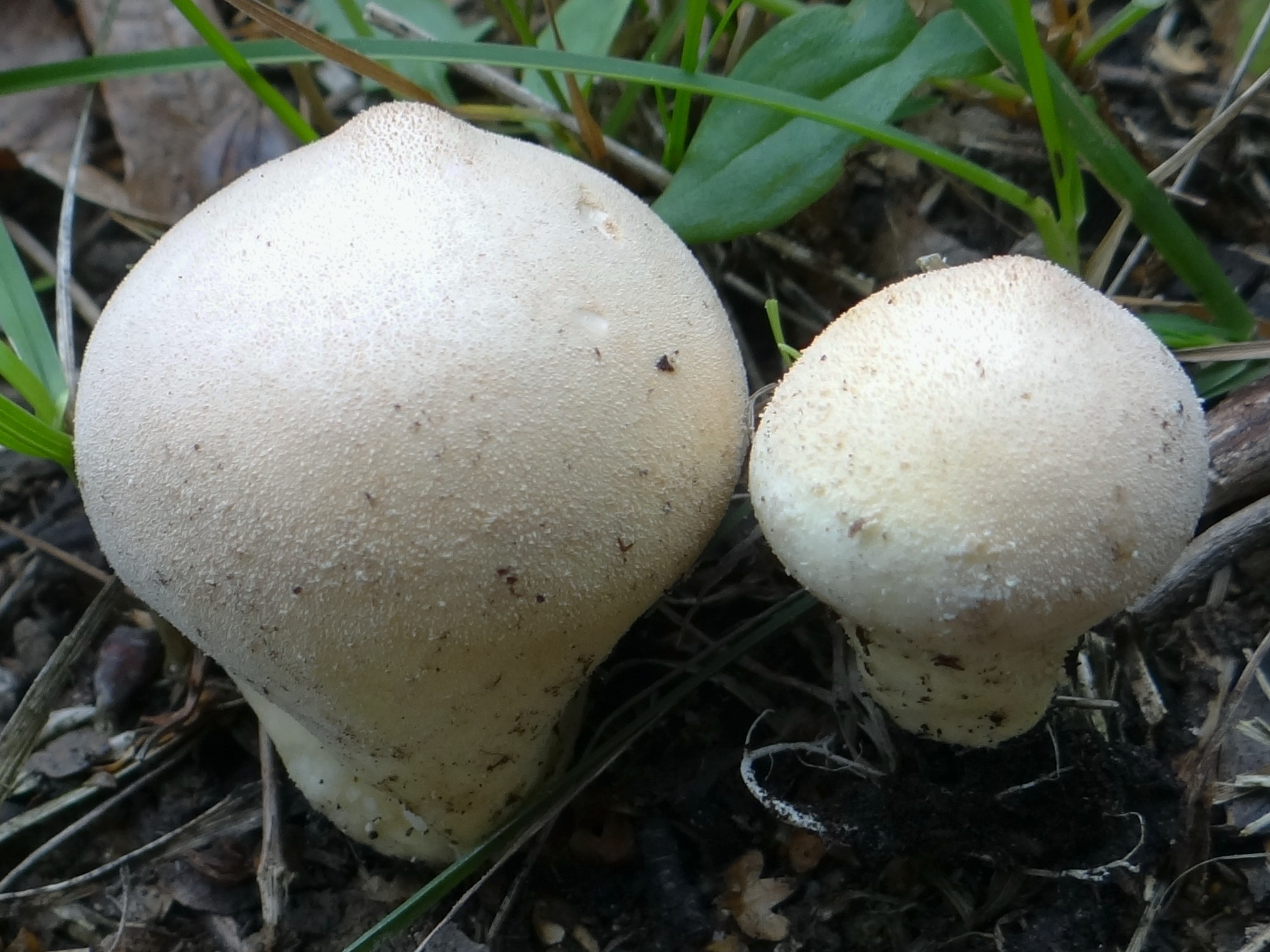
Lycoperdon molle
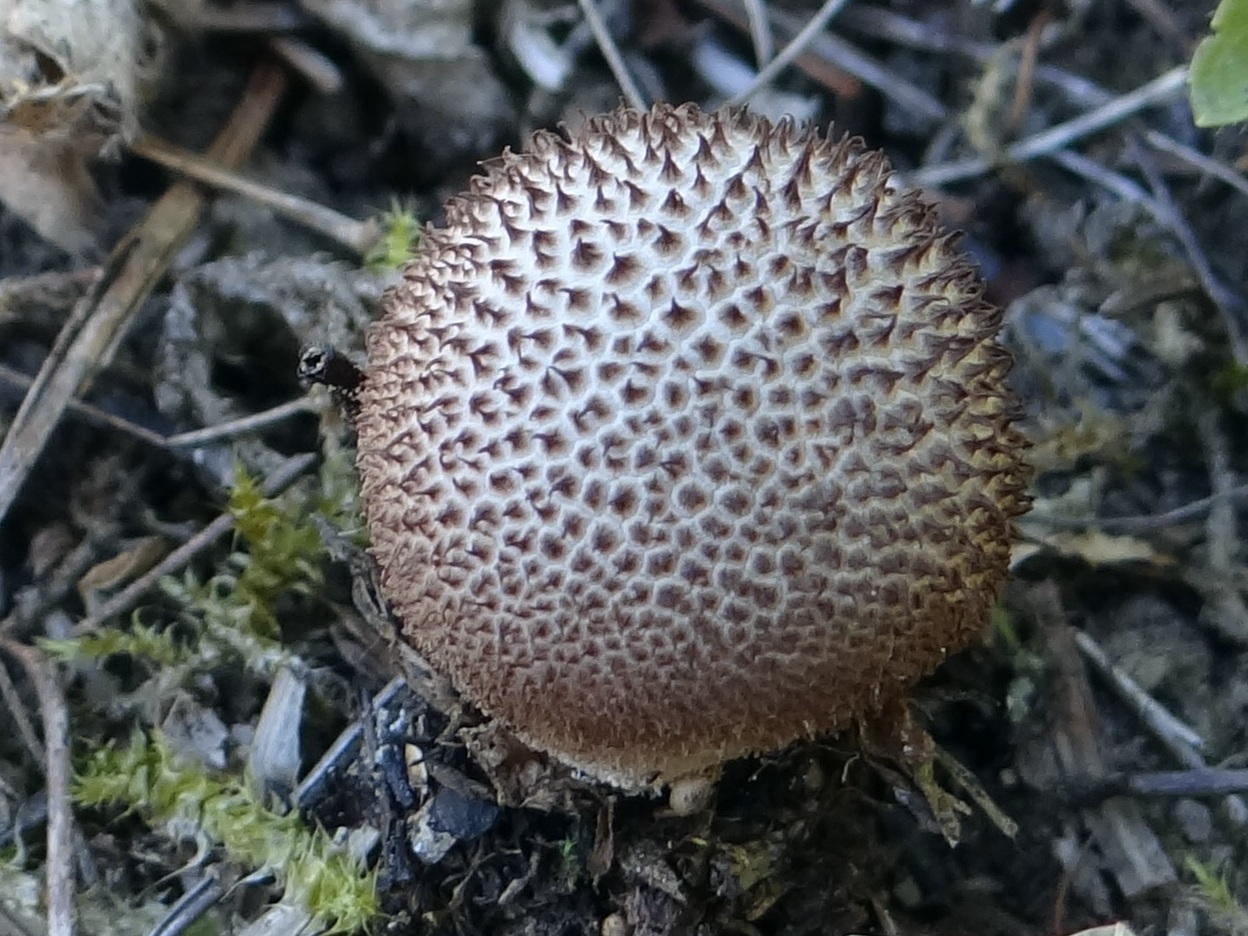
Lycoperdon nigrescens sin. foetidum
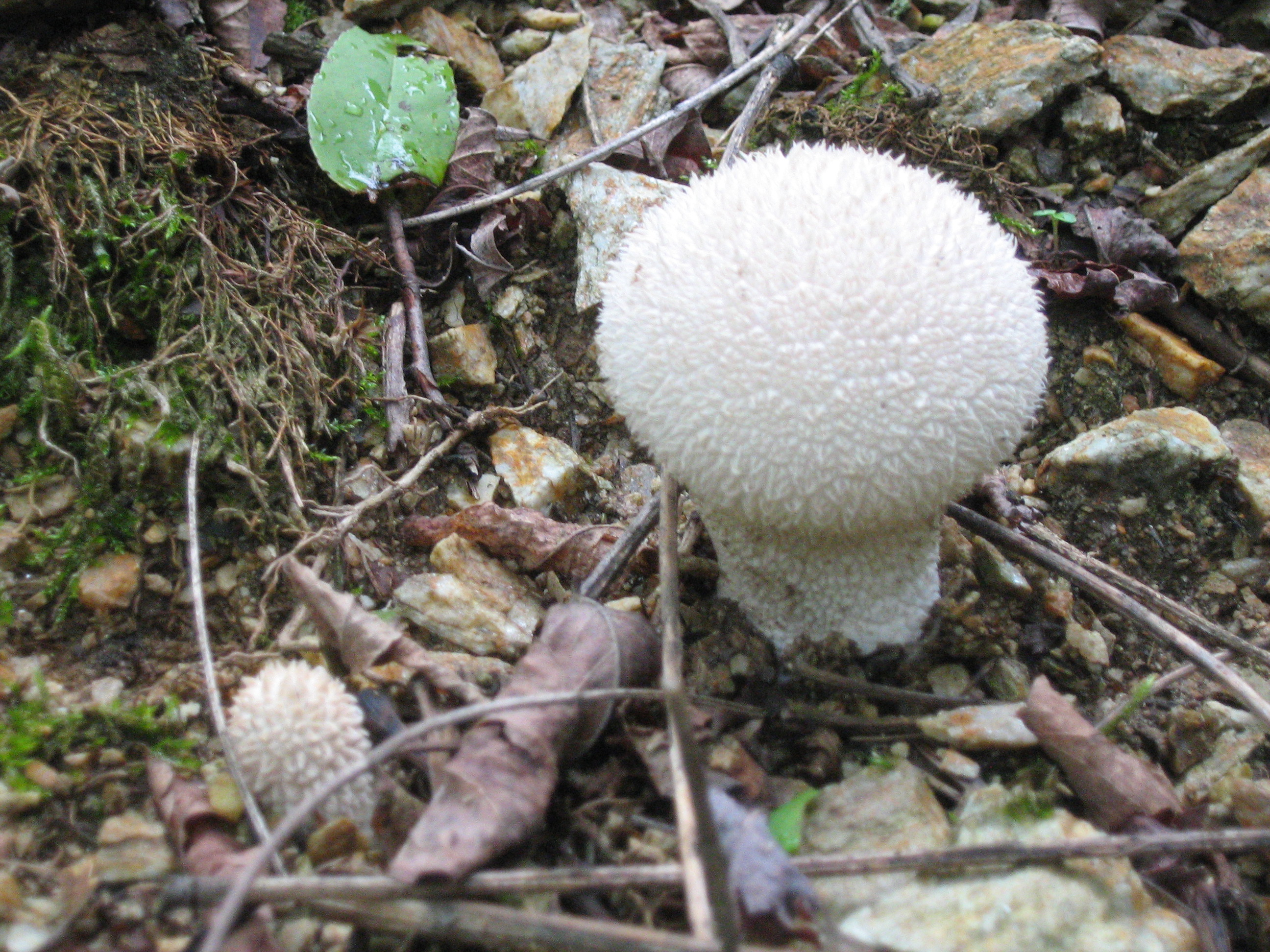
Lycoperdon pratense
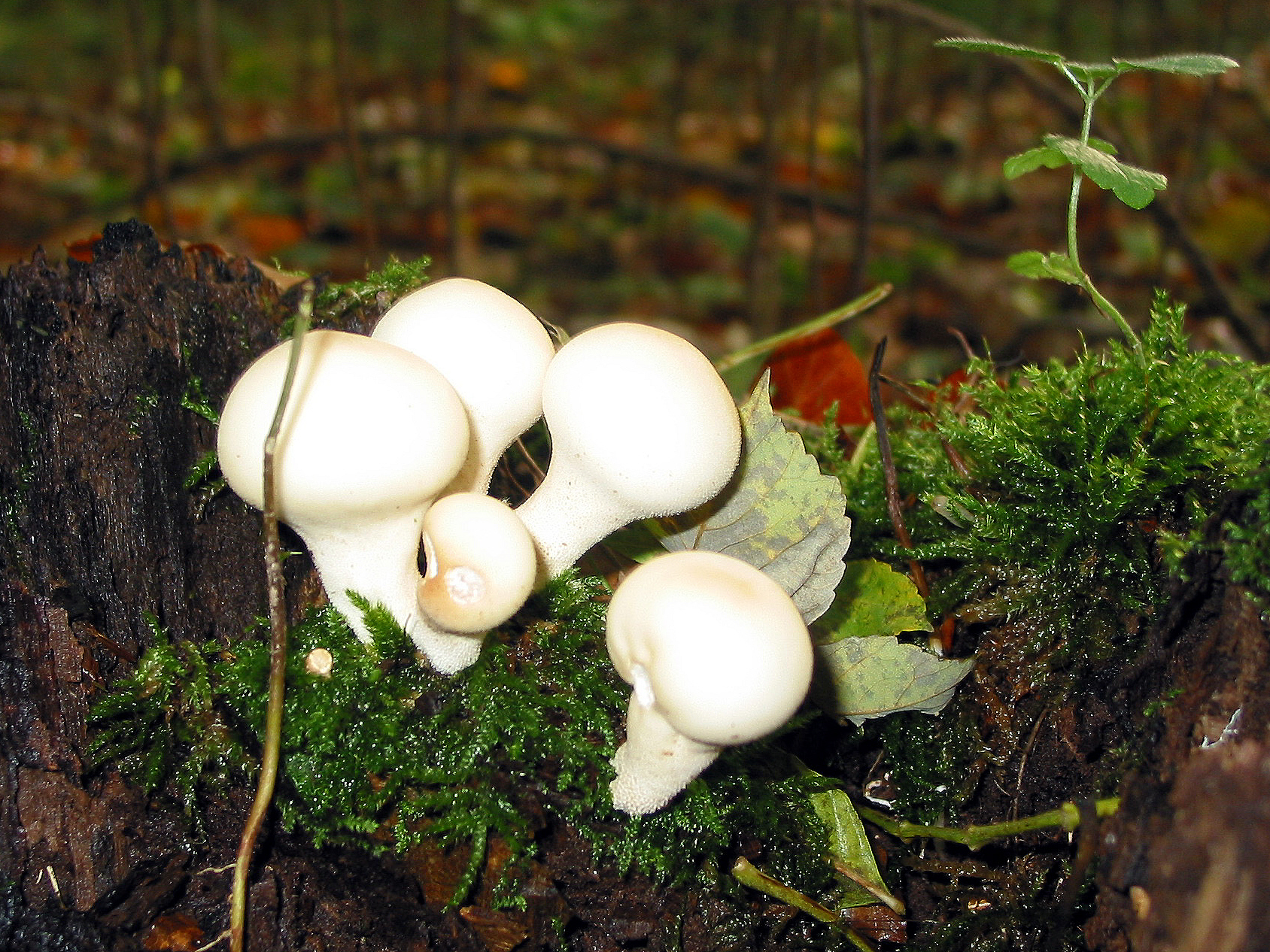
Lycoperdon pyriforme
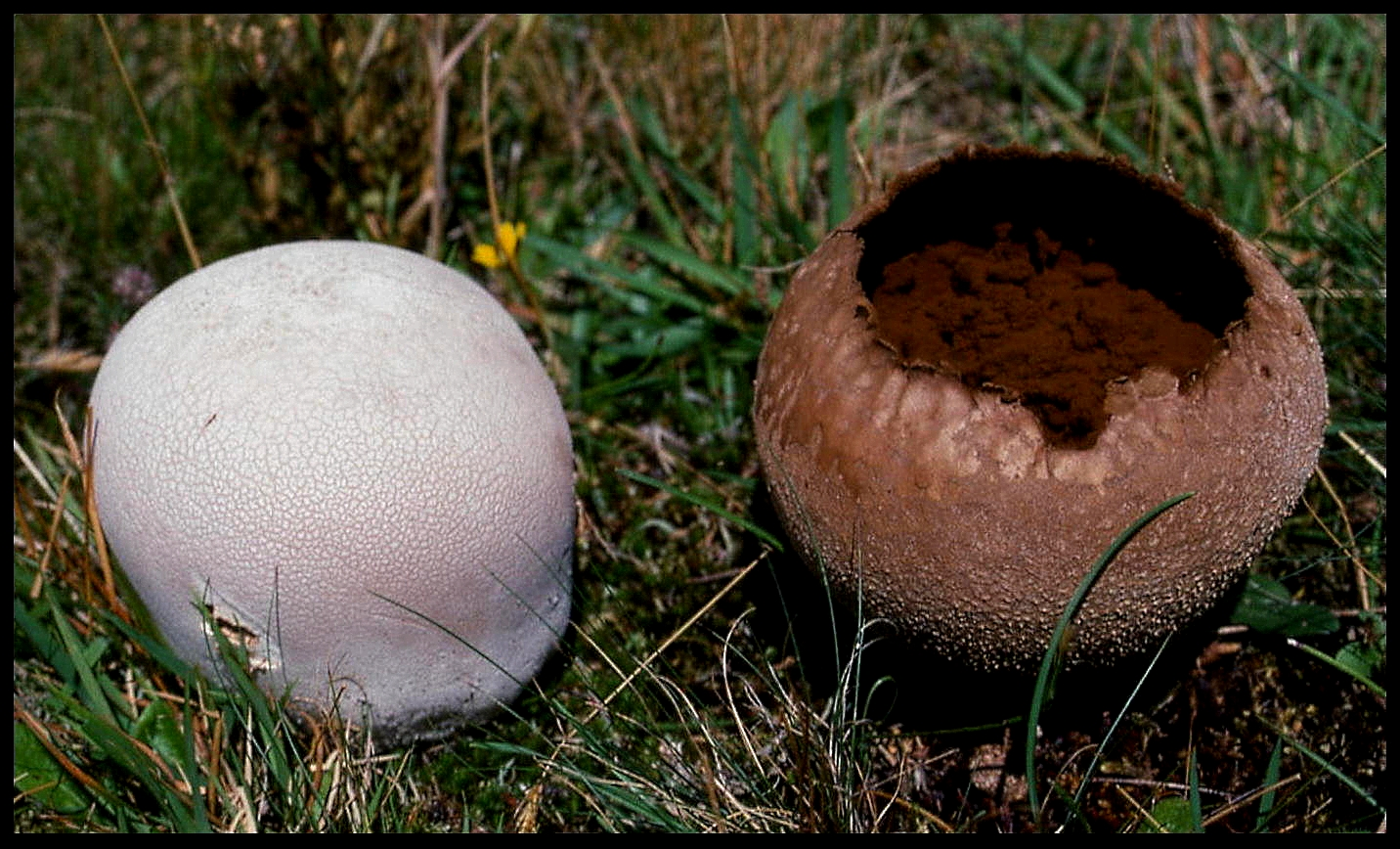
Lycoperdon utriforme
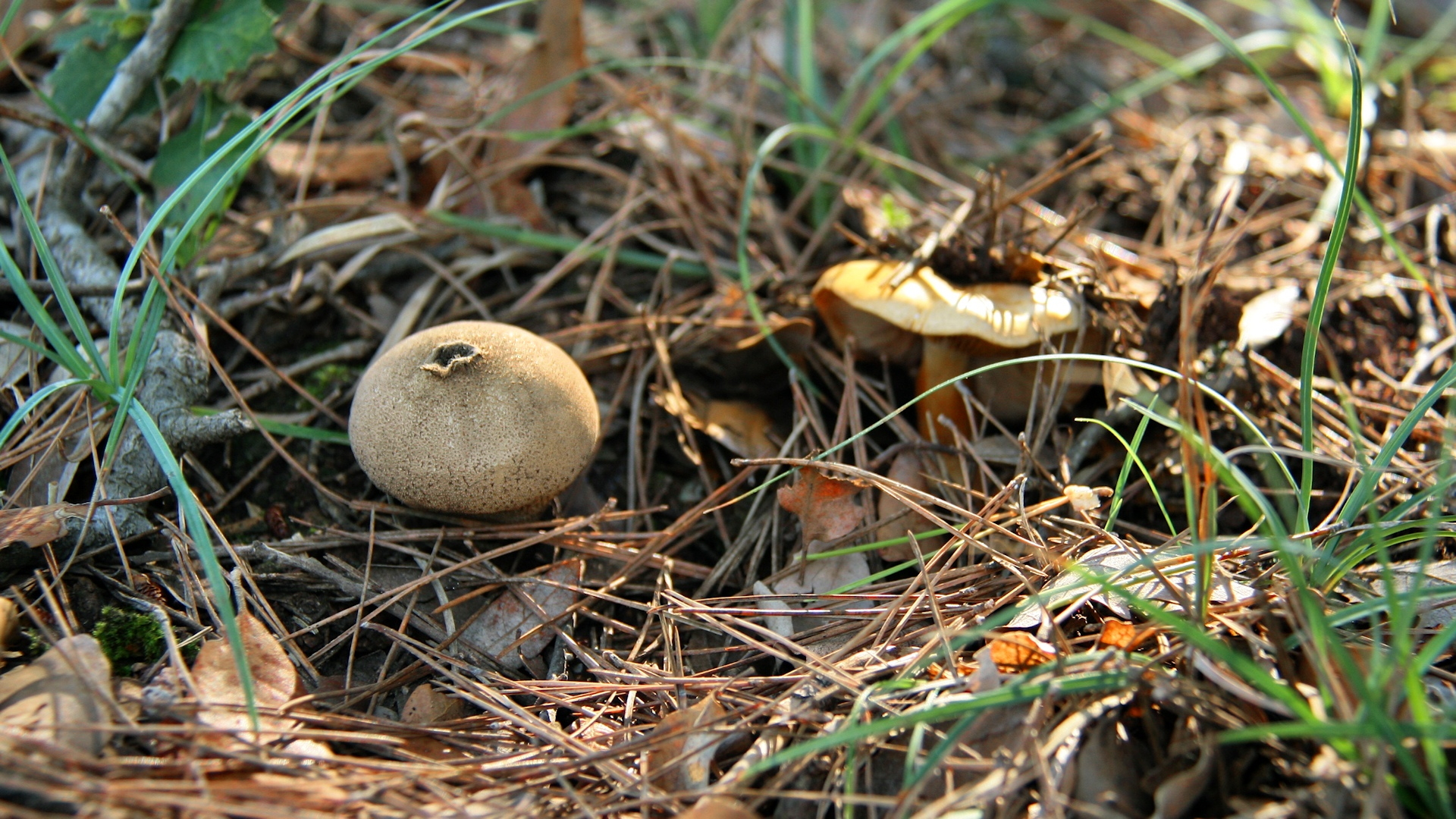
Lycoperdon umbrinum

## Valorificare
Pe vremuri, praful buretelui sau carnea, uscată în stadiu tânăr și apoi frământată, a fost aplicată (dar și cel ale altor soiuri comestibile din acest gen) ca antihemoragic și, de asemenea, ca antiseptic (până astăzi la țară).
Cașul ciorii este  comestibilă și delicată cât culoarea glebei este complet albă, dar nu se potrivește cu fierberea ei, devenind vâscoasă. Înainte de preparare, de exemplu ca un șnițel panat sau natural, ori prăjit și adăugat la jumări sau omlete de ou, cuticula trebuie să fie îndepărtată (merge cu ușurință) deoarece are o textură tare, ca de piele. Mai departe, ciuperca nu se spală niciodată, deoarece interiorul ei se comportă ca un burete, va absorbi apa, astfel compromițând prelucrarea ulterioară a ciupercii.

## Bibiliografie
- Marcel Bon: „Pareys Buch der Pilze”, Editura Kosmos, Halberstadt 2012, ISBN 978-3-440-13447-4
- Rose Marie Dähncke: „1200 Pilze in Farbfotos”, Editura AT Verlag, Aarau 2004, ISBN 3-8289-1619-8
- Ewald Gerhard: „Der große BLV Pilzführer“ (cu 1200 de specii descrise și 1000 fotografii), Editura BLV Buchverlag GmbH & Co. KG, ediția a 9-a, München 2018, ISBN 978-3-8354-1839-4
- Jean-Louis Lamaison & Jean-Marie Polese: „Der große Pilzatlas“, Editura Tandem Verlag GmbH, Potsdam 2012, ISBN 978-3-8427-0483-1
- J. E. și M. Lange: „BLV Bestimmungsbuch - Pilze”, Editura BLV Verlagsgesellschaft, München, Berna Viena 1977, p. 116, ISBN 3-405-11568-2
- Hans E. Laux: „Der große Pilzführer, Editura Kosmos, Halberstadt 2001, ISBN 978-3-440-14530-2
- Gustav Lindau, Eberhard Ulbrich: „Die höheren Pilze, Basidiomycetes, mit Ausschluss der Brand- und Rostpilze”, Editura  J. Springer, Berlin 1928
- Till E. Lohmeyer & Ute Künkele: „Pilze – bestimmen und sammeln”, Editura Parragon Books Ltd., Bath 2014, ISBN 978-1-4454-8404-4
- Meinhard Michael Moser: „Röhrlinge und Blätterpilze - Kleine Kryptogamenflora Mitteleuropas”, ediția a 5-ea, vol. 2, Editura Gustav Fischer, Stuttgart 1983
- Renate & Wilhelm Volk: „ „Pilze sicher bestimmen und delikat zubreiten“, Editura Ulmer, Stuttgart 1999, ISBN 3-8001-3656-2